# 쓰모리촌 (오사카부)
쓰모리촌(일본어: 津守村)은 일본 오사카부 니시나리군에 설치되었던 촌이다. 현재의 오사카시 니시나리구 서부에 해당한다.